# Senoculus wiedenmeyeri
Senoculus wiedenmeyeri is een spinnensoort uit de familie Senoculidae. De soort komt voor in Venezuela.